# Bhringara
Le Bhringara est un des huit objets auspicieux selon la tradition digambara du jaïnisme, objets regroupés sous le nom d'ashtamangala. Le Bhringara est un vase doré; assimilé à de la vaisselle par certains croyants, il est proche du kalasha le pichet saint qui fait partie des symboles auspicieux dans les deux courants du jaïnisme, et du vardhamanaka un objet de chance de la branche shvetambara, fait de deux pots de terre ou deux plats creux scellés faisant office de lampe.